# Ferdinand Prokop
Ferdinand Prokop, křtěný Ferdinand Alois (20. června 1880 Karlín – 29. března 1940 Praha-Libeň), byl český malíř.

## Životopis
Narodil se v Karlíně v rodině vedoucího obchodu Jana Prokopa a jeho ženy Františky roz. Šimkové. Ferdinand měl starší sestru Eleonoru. Absolvoval obecnou školu a následně 3 třídy měšťanské školy. V dalším studiu pokračoval od roku 1896 na pražské malířské akademii, kde navštěvoval ve školním roce 1896/1897 tzv. přípravku a dál pokračoval 1897/1898 a 1898/1899 v tzv. speciálce u prof. M.Pirnera. Na podzim roku 1899 se nechal zapsat k dalšímu studiu k prof. Mařákovi, ale na výuku nastoupil opožděně a slavného pedagoga i umělce již nezastihl, Mařák totiž zemřel v říjnu téhož roku. Mařákovu třídu převzal prof. R. Ottenfeld a u něho ve studiu pokračoval i Ferdinand Prokop a v roce 1903 též i absolvoval.
Téhož roku odjel do Mnichova, kde navštěvoval malířskou akademii a školil se u prof. J. C. Hertericha. V roce 1906 se vrátil do Prahy, kde žil po celý svůj život. Ferdinand Prokop byl členem Krasoumné jednoty a Umělecké besedy.
Ve své tvorbě se věnoval převážně krajinomalbě a portrétům, ale vytvořil i dekorativní práce jako např. diplomy pro město Karlín. Opravil rovněž nástropní malby na zámku Zboží na Čáslavsku.

## Galerie

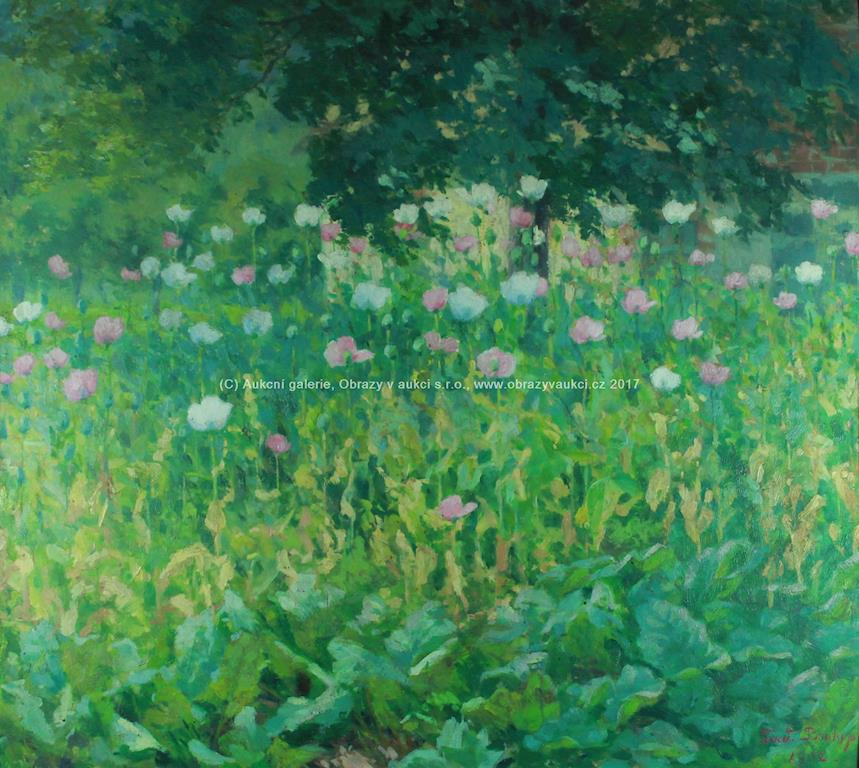
Máky, olej na kartonu (1902)
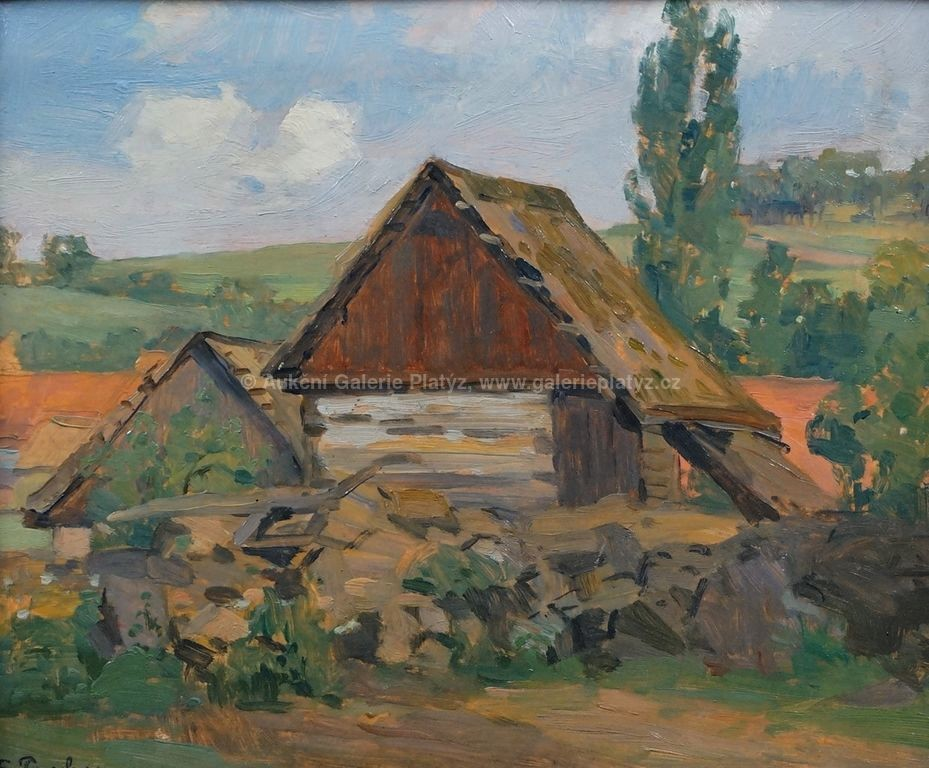
Stará chaloupka, olej na lepence (1905)
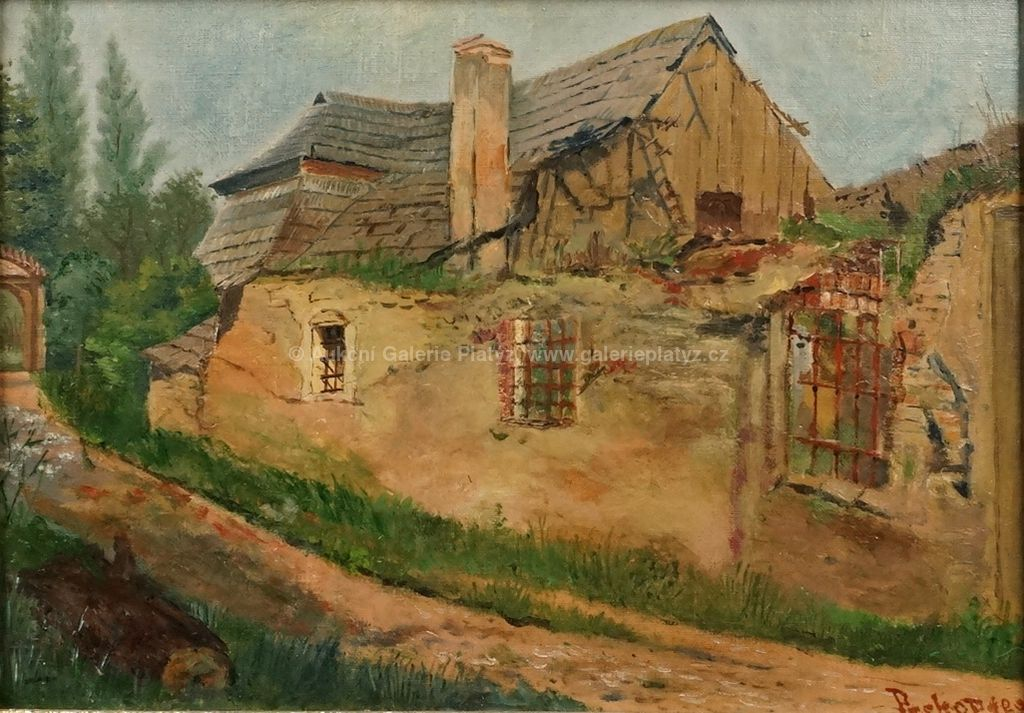
Rozbořená chalupa, olej na plátně a lepence (1899)
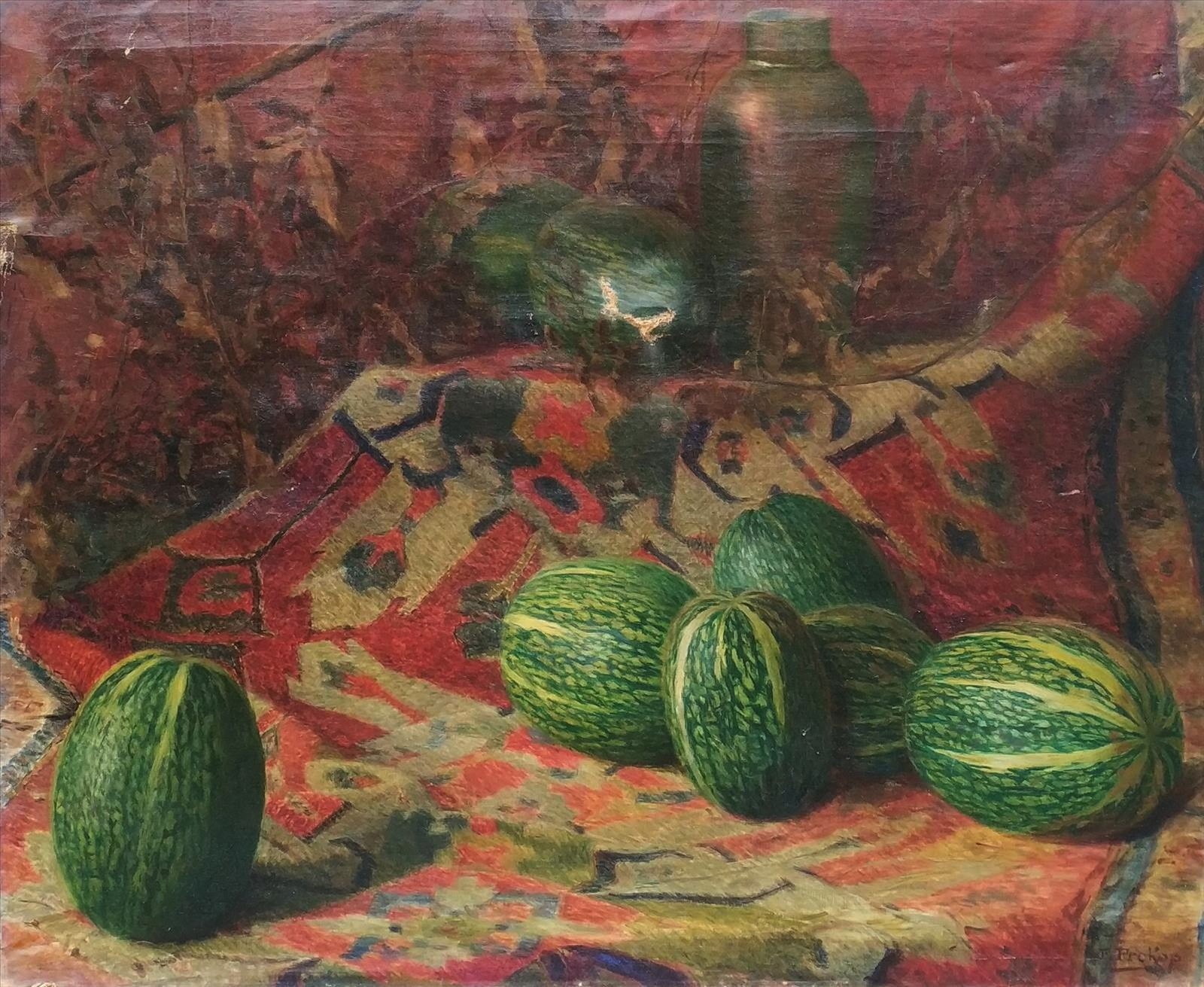
Zátiší s melouny, olej na plátně (1910)